# متحف فن الخط التركي
متحف فن الخط التركي (بالتركية: Türk Vakıf Hat Sanatları Müzesi)‏ هو متحف يقع في إسطنبول.
تم انشاؤه عام 1968م. يحتوي المتحف على مصاحف تاريخية ومخطوطات وبعض آثار النبي محمد صلى الله عليه وسلم.